# Ecdemita
L'ecdemita és un mineral de la classe dels halurs. Rep el seu nom del grec έκδημος, inusual o excepcional, en al·lusió a la seva composició.

## Característiques
L'ecdemita és un halur de fórmula química Pb₆Cl₄(As₂O₇). Cristal·litza en el sistema tetragonal. La seva duresa a l'escala de Mohs oscil·la entre 2,5 i 3. És un mineral dimorfde l'heliofil·lita
Segons la classificació de Nickel-Strunz, l'ecdemita pertany a «03.DC - Oxihalurs, hidroxihalurs i halurs amb doble enllaç, amb Pb (As,Sb,Bi), sense Cu» juntament amb els següents minerals: laurionita, paralaurionita, fiedlerita, penfieldita, laurelita, bismoclita, daubreeïta, matlockita, rorisita, zavaritskita, zhangpeishanita, nadorita, perita, aravaipaïta, calcioaravaipaïta, thorikosita, mereheadita, blixita, pinalita, symesita, heliofil·lita, mendipita, damaraïta, onoratoïta, cotunnita, pseudocotunnita i barstowita.

## Formació i jaciments
Va ser descoberta a Långban, localitat sueca que es troba al municipi de Filipstad, al comtat de Värmland. Dins aquest indret ha estat trobada en diferents mines, com les mines Harstigen o Pajsberg. També ha estat descrita a Grècia, Itàlia i als estats nord-americans de Califòrnia i Montana.